# Minkah Fitzpatrick
Pour les articles homonymes, voir Fitzpatrick.
(en) Statistiques sur pro-football-reference
Minkah Fitzpatrick, né le 17 novembre 1996 à Old Bridge dans l'État du New Jersey, est un sportif professionnel américain de football américain jouant au poste de safety dans la National Football League (NFL) depuis la saison 2018 et pour la franchise des Dolphins de Miami depuis 2025.
Auparavant, au niveau universitaire, il a joué trois saisons pour le Crimson Tide de l'université de l'Alabama au sein de la NCAA Division I FBS où il remporte le titre national au terme des saisons 2015 et 2017.

## Biographie

### Carrière universitaire
Minkah Fitzpatrick étudie à l'université de l'Alabama où il joue pour le Crimson Tide de 2015 à 2017 au sein de la NCAA Division I FBS et sa Southeastern Conference. Joueur polyvalent, il sait aussi bien jouer en tant que cornerback que comme safety.
Lors de sa première saison universitaire, il aide Alabama à remporter le championnat national face aux Tigers de Clemson. Il se distingue la saison suivante, avec notamment 7 passes déviées et 6 interceptions, dont 2 retournés en touchdown. Considéré comme un des meilleurs joueurs universitaires à sa position, il est sélectionné dans la première équipe All-America de la saison. La saison suivante, il remporte une deuxième fois le titre national, est à nouveau sélectionné dans la première équipe All-America et remporte le Chuck Bednarik Award (prix décerné au meilleur joueur défensif) ainsi que le Jim Thorpe Award (prix décerné au meilleur defensive back).

### Carrière professionnelle
Minkah Fitzpatrick ayant renoncé à jouer une quatrième saison universitaire, se déclare éligible à la draft 2018 de la NFL où il est sélectionné par la franchise des Dolphins de Miami en 11e choix global lors du premier tour de cette draft.
Après une lourde défaite de 59 à 10 contre les Ravens de Baltimore lors du premier match de la saison 2019, il demande à être échangé en déclarant qu'il n'aime pas la manière dont il est utilisé, critiquant la direction que prend l'équipe. Miami accepte de l'échanger aux Steelers de Pittsburgh le 16 septembre 2019 contre trois sélections de draft, dont une de premier tour en 2020.
Le 30 juin 2025, les Steelers échangent aux Dolphins de Miami, Minkah Fitzpatrick et un choix de 5e tour de la draft 2027  contre le tight end Jonnu Smith, le cornerback Jalen Ramsey et un choix de 7e tour de la draft 2027.

## Statistiques
| Légende | Légende                                                                                             |
| ------- | --------------------------------------------------------------------------------------------------- |
|         | Champion national                                                                                   |
|         | Mène la Ligue                                                                                       |
| Gras    | Record de carrière (Pour les interceptions et les fumbles, il s'agit du record minimum en carrière) |

| Année       | Équipe                    | Statut      | MJ |       | Plaquages | Plaquages | Plaquages | Plaquages |       | Interceptions | Interceptions | Interceptions | Interceptions |  | Fumbles | Fumbles |
| Année       | Équipe                    | Statut      | MJ | Total | Seul      | Ast.      | Sacks     | Nb.       | Yards | Déf.          | TD            | Nb.           | Rec.          |  |         |         |
| 2015        | Crimson Tide de l'Alabama | Fr.         | 14 | 45    | 30        | 15        | 2,0       | 2         | 088   | 11            | 2             | 0             | 0             |  |         |         |
| 2016        | Crimson Tide de l'Alabama | So.         | 15 | 66    | 41        | 25        | 1,0       | 6         | 186   | 07            | 2             | 1             | 0             |  |         |         |
| 2017        | Crimson Tide de l'Alabama | Jr.         | 13 | 60    | 38        | 22        | 1,5       | 1         | 0     | 08            | 0             | 1             | 0             |  |         |         |
| Totaux NCAA | Totaux NCAA               | Totaux NCAA | 42 | 171   | 62        | 16        | 4,5       | 9         | 274   | 26            | 4             | 2             | 0             |  |         |         |

| Année      | Équipe                 | MJ  |                 | Plaquages       | Plaquages       | Plaquages       | Plaquages       |                 | Interceptions   | Interceptions   | Interceptions | Interceptions |  | Fumbles | Fumbles |
| Année      | Équipe                 | MJ  | Total           | Seul            | Ast.            | Sacks           | Nb.             | Yards           | Déf.            | TD              | Nb.           | Rec.          |  |         |         |
| 2018       | Dolphins de Miami      | 16  | 080             | 51              | 29              | 0,0             | 2               | 064             | 09              | 1               | 0             | 0             |  |         |         |
| 2019       | Dolphins de Miami      | 02  | 012             | 08              | 04              | 0,0             | 0               | 0               | 0               | 0               | 1             | 1             |  |         |         |
| 2019       | Steelers de Pittsburgh | 14  | 057             | 36              | 21              | 0,0             | 5               | 130             | 09              | 1               | 1             | 2             |  |         |         |
| 2020       | Steelers de Pittsburgh | 16  | 079             | 60              | 19              | 0,0             | 4               | 070             | 11              | 1               | 1             | 1             |  |         |         |
| 2021       | Steelers de Pittsburgh | 16  | 124             | 84              | 40              | 0,0             | 2               | 018             | 07              | 0               | 1             | 1             |  |         |         |
| 2022       | Steelers de Pittsburgh | 15  | 096             | 56              | 40              | 0,0             | 6               | 094             | 11              | 1               | 0             | 0             |  |         |         |
| 2023       | Steelers de Pittsburgh | 10  | 064             | 43              | 21              | 0,0             | 0               | 0               | 03              | 0               | 0             | 0             |  |         |         |
| 2024       | Steelers de Pittsburgh | 17  | 096             | 62              | 34              | 0,0             | 1               | 025             | 04              | 0               | 1             | 0             |  |         |         |
| 2025       | Dolphins de Miami      | ?   | Saison en cours | Saison en cours | Saison en cours | Saison en cours | Saison en cours | Saison en cours | Saison en cours | Saison en cours | ?             | ?             |  |         |         |
| Totaux NFL | Totaux NFL             | 106 | 608             | 400             | 208             | 0,0             | 20              | 408             | 54              | 4               | 5             | 5             |  |         |         |

| Année      | Équipe                 | MJ |       | Plaquages | Plaquages | Plaquages | Plaquages |       | Interceptions | Interceptions | Interceptions | Interceptions |  | Fumbles | Fumbles |
| Année      | Équipe                 | MJ | Total | Seul      | Ast.      | Sacks     | Nb.       | Yards | Déf.          | TD            | Nb.           | Rec.          |  |         |         |
| 2020       | Steelers de Pittsburgh | 1  | 06    | 4         | 2         | 0,0       | 0         | 0     | 0             | 0             | 0             | 0             |  |         |         |
| 2021       | Steelers de Pittsburgh | 1  | 06    | 5         | 1         | 0,0       | 0         | 0     | 0             | 0             | 0             | 0             |  |         |         |
| 2023       | Steelers de Pittsburgh | 1  | 10    | 5         | 5         | 0,0       | 0         | 0     | 0             | 0             | 0             | 0             |  |         |         |
| 2024       | Steelers de Pittsburgh | 1  | 09    | 5         | 4         | 0,0       | 0         | 0     | 0             | 0             | 0             | 0             |  |         |         |
| Totaux NFL | Totaux NFL             | 4  | 31    | 19        | 12        | 0,0       | 0         | 0     | 0             | 0             | 0             | 0             |  |         |         |

## Palmarès

### En NCAA
- Vainqueur du College Football Playoff au terme des saisons 2015 et 2017 ;
- Vainqueur du Chuck Bednarik Award au terme de la saison 2017 ;
- Vainqueur du Jim Thorpe Award au terme de la saison 2017 ;
- Sélectionné à l'unanimité dans la première équipe All-American au terme de la saison 2017 ;
- Sélectionné par consensus dans la première équipe All-American au terme de la saison 2016) ;
- Sélectionné dans la première équipe de la Southeastern Conference (SEC au terme des saisons 2016 et 2017.

### En NFL
- Sélectionné dans la première équipe All-Pro au terme des saisons 2019, 2020 et 2022 ;
- Sélectionné au Pro Bowl au terme des saisons 2019, 2020, 2022, 2023 et 2024 ;
- Plus grand nombre d'interception sur la saison régulière 2022 (à égalité) ;
- Vainqueur du Bart Starr Award 2024.